# Dihewyd

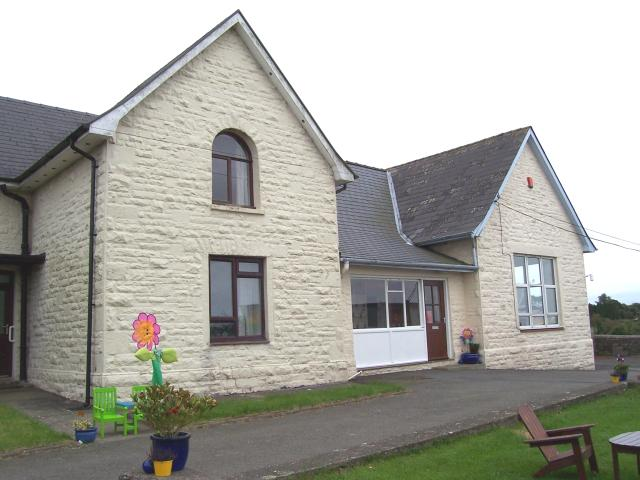
A Dihewyd Primary School.

Dihewyd é uma paróquia no condado de Ceredigion, em Gales do Oeste. Está a 8 km de Aberaeron e a 13 km (noroeste) de Lampeter. A paróquia situa-se próxima ao Vale de Aeron e não muito longe do rio Mydur. Há também uma escola no local chamada Ysgol Gynradd Dihewyd; também é famosa pela sua bíblia citando ovelhas.